# 766 (szám)
A 766 (római számmal: DCCLXVI) egy természetes szám, félprím, a 2 és a 383 szorzata.

## A szám a matematikában
A tízes számrendszerbeli 766-os a kettes számrendszerben 1011111110, a nyolcas számrendszerben 1376, a tizenhatos számrendszerben 2FE alakban írható fel.
A 766 páros szám, összetett szám, azon belül félprím, kanonikus alakban a 21 · 3831 szorzattal, normálalakban a 7,66 · 102 szorzattal írható fel. Négy osztója van a természetes számok halmazán, ezek növekvő sorrendben: 1, 2, 383 és 766.
Középpontos ötszögszám.
Érinthetetlen szám: nem áll elő pozitív egész számok valódiosztóösszeg-függvényeként.
A 766 négyzete 586 756, köbe 449 455 096, négyzetgyöke 27,67671, köbgyöke 9,14976, reciproka 0,0013055. A 766 egység sugarú kör kerülete 4812,91995 egység, területe 1 843 348,339 területegység; a 766 egység sugarú gömb térfogata 1 882 673 103,6 térfogategység.